# Йоахим Купш
Йоахим Купш (на немски: Joachim Kupsch) е германски писател и драматург.

## Биография
Йоахим Купш е роден в Лайпциг. След като завършва гимназиалното си образование през 1944/45 г., Йоахим Купш е взет войник във Вермахта и взима участие във Втората световна война. Попада в плен и след освобождаването си работи като зидар. След това става сътрудник на „Радио Лайпциг“ и драматург в Лайпцигския театър. През 1950 г. се преселва в Дрезден, където е писател на свободна практика. След 1955 г. Купш се установява отново в Лайпциг, където две години следва в Литературния институт „Йоханес Р. Бехер“ и слуша лекции по германистика в Лайпцигския университет.

## Творчество
Йоахим Купш е автор на романи, новели, радиопиеси и сценарии за филми. В творбите си отначало споделя собствените си преживявания от войната, но по-късно започва да пише романизирани биографии на известни личности като Август Бебел, Хендел, Хайдн, Бетховен, Шуберт, Вагнер, Ницше.
От 1954 до 1990 г. Йоахим Купш членува в Съюза на писателите на ГДР, а след 1991 г. е член на Свободното литературно общество в Лайпциг.